# Беланда вири језик
Беланда вири језик је језик из породице нигер-конгоанских језика, грана убангијских језика. Њиме се служи око 16.000 становника Јужног Судана у вилајетима Западна Екваторија и Западни Бахр ел Газал око градова Тумбура, Вав и Јамбјо. Користи латинично писмо.